# Jan Pauwels
Jan Pauwels (Wilrijk, 22 augustus 1945 - Strombeek-Bever, 10 maart 2003) was een Vlaams acteur.

## Biografie
In het theater was hij bij de Koninklijke Vlaamse Schouwburg de bewerker van stukken als Het Gulden Vlies, King Kongs Dochters en Romeo en Julia, alle KVS producties waarin hij ook zelf meespeelde. Hij vertolkte ook een rol in De winter onder de tafel, Top Dogs en De knecht van twee meesters. Hij speelde samen met Bert André in 1995 het laatste stuk op de planken van de oude KVS in de Lakensestraat De aartsbisschop is daar.
Hij speelde tussen 1968 en 1991 in een hele reeks Vlaamse televisiefilms, en daarnaast en nadien in de televisieseries Keromar (als Assam), De vorstinnen van Brugge (als Adelin van Waefelghem), Een mens van goede wil (als Joris), Slisse & Cesar (als dokter Devos), Maria Speermalie (als Boni), Hard Labeur, Alfa Papa Tango, Nonkel Jef, Heterdaad, Windkracht 10, Bompa, Terug naar Oosterdonk (als broeder-directeur), Flikken, F.C. De Kampioenen (als Meneer Bemelmans en Herbert Hauspegel), Recht op Recht en Wittekerke (als de valse Marcel Deleu). Hij sprak ook de stem van Baron van Moerzeke in in de animatiefilm Jan zonder Vrees.

## Filmografie
- Wittekerke (2003) - als valse Marcel Deleu
- W817 (2002) - als inspecteur De Caluwé
- Recht op Recht (2002) - als Frans
- Recht op Recht (2001) - als Senator Jongsteens
- Nonkel Jef (2001) - als Pater Vader Ambrosius
- F.C. De Kampioenen (2001) - als Herbert Hauspegel
- Flikken Gent (2001) - als Jonckheere
- Liefde & Geluk (2001) - als Eric
- Recht op Recht (1998) - als Conrad Vreven
- Windkracht 10 (1997) - als Technicus Bruggen & Wegen
- Terug naar Oosterdonk (1997) - als Directeur
- Heterdaad (1996) - als Eric Van Dijck
- F.C. De Kampioenen (1990) - als Mijnheer Bemelmans
- Oei (1989)
- Bompa (1989) - als Vader in ziekenhuis
- De dwaling (1987) - als Guido Bogaert
- De Vorstinnen van Brugge (1972) - als Adelin Van Waefelghem
- Keromar (1971) - als Assam
- Fabian van Fallada (1969-1970) - als Eenoog

## Privé
Jan Pauwels was getrouwd met Anne-Mie Leroy en overleed aan kanker in 2003. Zijn oudere broer, Ivo Pauwels was eveneens actief in het theater als acteur.